# Broken Bow (Oklahoma)
Broken Bow – miasto w Stanach Zjednoczonych, w stanie Oklahoma, w hrabstwie McCurtain.